# روز استقلال ازبکستان
روز استقلال جمهوری ازبکستان هر سال روز یکم سپتامبر به پاسداشت اعلام استقلال این کشور در روز سی و یکم آگوست سال ۱۹۹۱ از اتحاد جماهیر شوروی جشن گرفته می‌شود. روز یکم سپتامبر در ازبکستان تعطیلی رسمی است.

## اعلام استقلال
در سال ۱۹۹۱، در کودتای آگوست، مسکو پایتخت شوروی به تسخیر کودتا کنندگان درآمد. به ابتکار اسلام کریموف در روز ۳۱ آگوست سال ۱۹۹۱ استقلال ازبکستان اعلام شد. در این روز در نشست فوق العادهٔ شورای عالی جمهوری سوسیالیستی شورویِ ازبکستان، قطعنامه ای برای «اعلام استقلال جمهوری ازبکستان» و قانون «اساسنامهٔ استقلال جمهوری ازبکستان» منتشر شدند.

## بنیان‌گذاری روز تعطیل
در روز ۳۱ آگوست سال ۱۹۹۱، روز یکم ماه سپتامبر به عنوان روز استقلال اعلام شد. افزون بر این، در روز پنجم سپتامبر ب فرمان اسلام کریموف میدان مرکزی پایتخت ازبکستان که پیشتر میدان لنین خوانده می‌شد، از آن پس میدان استقلال نامگذاری شد. در روز سوم ژوئیه سال ۱۹۹۲، قانون شمارهٔ 669-XII به نام «تعطیلات عمومی در جمهوری ازبکستان» منتشر شد که روزهای تعطیل رسمی از جمله روز استقلال را برمی‌شمرد.

## پیشینهٔ جشن‌های برگزار شده

### ۱۹۹۲
در سال ۱۹۹۲، روز استقلال برای نخستین بار جشن گرفته شد. به افتخار این روز نخستین روز سرگرمی کارگران ازبکستان به مدت پنج روز برگزار شد و از تمامی کشورهای منطقه نمایندگانی گرد آمدند. در روز ۳۱ آگوست سال ۱۹۹۲، فیلم استقلال به کارگردانی داورون سلیموف در سینمای «نادیرا بِگیم» تاشکند به نمایش درآمد. این فیلم دربارهٔ نخستین سال این کشور جدید و دگرگونی پدید آمده سخن می‌گفت. در ادامهٔ این فیلم، کارهای دیگری دربارهٔ پیشینهٔ ازبکستان و نویسندگان و فیلسوفان برجستهٔ آن به نمایش درآمدند.

### ۱۹۹۳
در ۳۱ سپتامبر ۱۹۹۳، نمیشگاهی از نگارهٔ اولین سفیران کشورهای مختلف که به تاشکند آمده بودند به نمایش درآمد. در سپتامبر، کتابخانهٔ بین‌المللی استقلال در تاشکند شروع به کار کرد.